# Сигфред
Сигфред (лат. Sigfred; умер в 800) — правитель Дании (ок. 770—800), по всей вероятности он был отцом Гудфреда.

## Биография
Согласно «Анналам королевства франков», Сигфред в 777 и 782 годах давал убежище саксам во главе с их вождём Видукиндом.
Ещё раз «Анналы» упоминают имя Сигфреда при описании событий, происходивших в Саксонии в 798 году.